# Matthäus Schinner
Matthäus Schinner (ur. ok. 1465 w Mühlebach, zm. 30 września 1522 w Rzymie) – szwajcarski kardynał.

## Życiorys
Urodził się około 1465 roku w Mühlebach, jako syn Petera Schinnera i Anna Weischen. 21 kwietnia 1489 roku przyjął święcenia kapłańskie. Pełnił rolę sekretarza i notariusza Georga Supersaxy, z którym potem znacznie się poróżnił. Był ojcem trojga dzieci. 20 września 1499 roku został wybrany biskupem Sionu, a w październiku następnego roku przyjął sakrę. Jego konflikt z Georgiem Supersaxą doprowadził do ostrych podziałów w Valais. W 1510 i 1512 roku zwerbował szwajcarskich najemników, by wypędzić Francuzów z Mediolanu. 10 marca 1511 roku został kreowany kardynałem prezbiterem i otrzymał kościół tytularny Santa Pudenziana. Jednocześnie został legatem w Królestwie Niemieckim i dowódcą wojsk szwajcarskich. W latach 1512–1516 był administratorem apostolskim Novary, a w okresie 1520–1522 – Katanii. Po śmierci Juliusza II wojska francuskie odbiły Mediolan, wobec czego Schinner poprowadził armię szwajcarską i zwyciężył Francję pod Pawią i Novarą. Udało mu się wówczas na krótko przywrócić władzę Sforzom. W czasie rządów Ludwika XII, kardynał starał się zapobiegać składaniu przysięgi lojalności Francuzom przez żołnierzy mediolańskich. Ponadto usiłował wyprzeć wojska francuskie, ale w 1515 roku poniósł porażkę w bitwie pod Marignano. Rok później udał się do Anglii, by starać się zawrzeć porozumienie pomiędzy królem angielskim, papieżem i cesarzem rzymskim, jednak sojusz cesarza z królem Francji to uniemożliwił. 30 sierpnia 1517 roku Superaxo zorganizował bunt i wypędził Schinnera z Sionu, który odtąd zamieszkał na dworze cesarskim i nigdy nie zdołał powrócić do Valais. Po śmierci Maksymiliana I, walnie przyczynił się do elekcji Karola V i został jego głównym doradcą. Brał udział w Sejmie Rzeszy w Wormacji i był jednym ze współautorów Edyktu wormackiego. Zmarł 30 września 1522 roku w Rzymie.